# Теорема Ласкера — Нётер
Теорема Ласкера — Нётер утверждает, что каждый идеал нётерова кольца можно записать в виде конечного пересечения примарных идеалов. Такое представление идеала называется примарным разложением. В случае области главных идеалов это эквивалентно представлению в виде конечного пересечения (или произведения) степеней простых идеалов, то есть обобщает основную теорему арифметики. В 1905 теорема была доказана Эмануилом Ласкером в частном случае колец многочленов или сходящихся степенных рядов; общий случай теоремы доказала Эмми Нётер в 1921 году.
Теорема допускает обобщение на модули, в этом случае она утверждает, что любой подмодуль конечнопорождённого модуля над нётеровым кольцом можно представить в виде конечного пересечения примарных подмодулей. Это утверждение является обобщением разложения на примарные факторы из структурной теоремы для конечнопорождённых модулей над областями главных идеалов.
Первый алгоритм нахождения примарного разложения в кольце многочленов был опубликован Гретой Герман, студенткой Нётер.

## Определения
Пусть R — коммутативное кольцо, M и N — модули над ним.
- Делитель нуля модуля M — это элемент x кольца R, такой что xm = 0 для некоторого ненулевого m из M.
- Элемент x кольца R называется нильпотентным в M, если xnM = 0 для некоторого натурального n.
- Модуль называется копримарным, если каждый его делитель нуля является нильпотентным. Пример: абелевы группы, порядок которых равен степени простого числа и свободные абелевы группы.
- Подмодуль M модуля N называется примарным, если N/M копримарен.
- Идеал I является примарным, если он является примарным подмодулем R как R-модуля, то есть когда в факторкольце R/I каждый делитель нуля нильпотентен.
- Подмодуль M модуля N называется неприводимым, если он не является пересечением двух не совпадающих с ним подмодулей.
- Простой идеал, ассоциированный с модулем M — это простой идеал, являющийся аннулятором некоторого элемента модуля.

## Формулировка
Теорема Ласкера — Нётер для модулей утверждает, что каждый подмодуль конечнопорождённого модуля над нётеровым кольцом является конечным пересечением примарных подмодулей. В случае колец эта теорема утверждает, что каждый идеал нётерова кольца является конечным пересечением примарных идеалов.
Эквивалентная формулировка: каждый конечнопорождённый модуль над нётеровым кольцом является подмодулем конечного произведения копримарных модулей.
Теорема Ласкера — Нётер немедленно следует из следующих трёх фактов:
- Каждый подмодуль конечнопорождённого модуля над нётеровым кольцом является пересечением конечного числа неприводимых подмодулей.
- Если M — неприводимый подмодуль конечнопорождённого модуля N над нётеровым кольцом, то с N/M ассоциировано не более одного простого идеала.
- Конечнопорождённый модуль над нётеровым кольцом копримарен тогда и только тогда, когда с ним ассоциировано не более одного простого идеала.

## Минимальное разложение и единственность
В этом разделе под словом «модуль» подразумевается «конечнопорождённый модуль над нётеровым кольцом R».
Примарное разложение подмодуля M модуля N называется минимальным, если оно задействует наименьшее возможное число примарных подмодулей. Для любого минимального разложения, ассоциированные простые идеалы примарных компонент определены однозначно — это ассоциированные простые идеалы модуля N/M. Более того, примарные компоненты, соответствующие минимальным ассоциированным простым идеалам (то есть тем, которые не содержат других ассоциированных простых) также определены однозначно.
Пример: пусть N = R = k[x, y] для некоторого поля k, а M — идеал (xy, y2). Тогда M имеет два различных минимальных примарных разложения:
M = (y) ∩ (x, y2) = (y) ∩ (x + y, y2).
Минимальный ассоциированный простой идеал — (y), второй ассоциированный простой идеал (x, y) не минимален.